# Ušanka

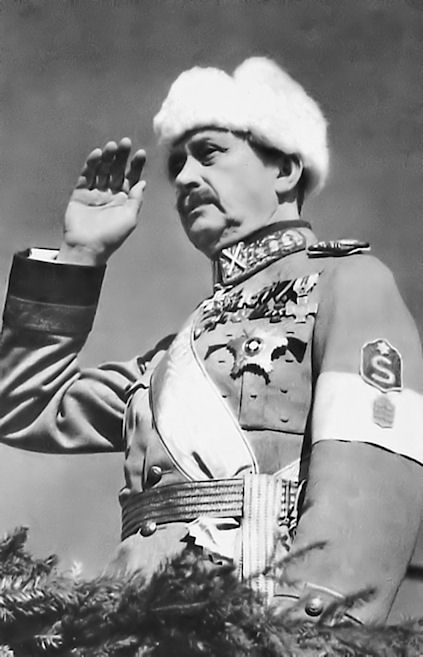
Finský maršál svobodný pán z Mannerheimu v ušance

Ušanka (rusky ушанка, finsky turkislakki), někdy též beranice, je zimní kožešinová čepice s odklopnými chránítky na uši. Český název pochází z ruštiny a je odvozen od slova uši (уши).
Zrod ušanky je spojován s bělogvardějskými oddíly admirála Kolčaka, mezi kterými se v letech 1918-1919 rychle rozšířila plátěná čepice s kšiltem a odklopnými chránítky na uši. Ve 30. letech 20. století byla zavedena do výstroje finské armády a po roce 1941 se stala standardní zimní výstrojí Rudé (a později i Sovětské) armády, v níž nahradila dřívější pokrývku hlavy, jíž byla buďonovka. Odtud byla převzata do výstroje ostatních armád Varšavské smlouvy.

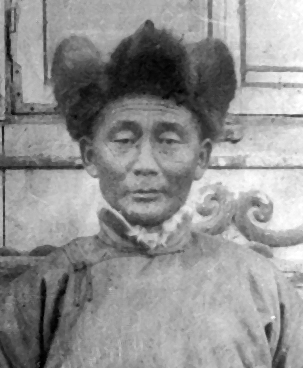
Mongolský revolucionář Solijn Danzan v ušance
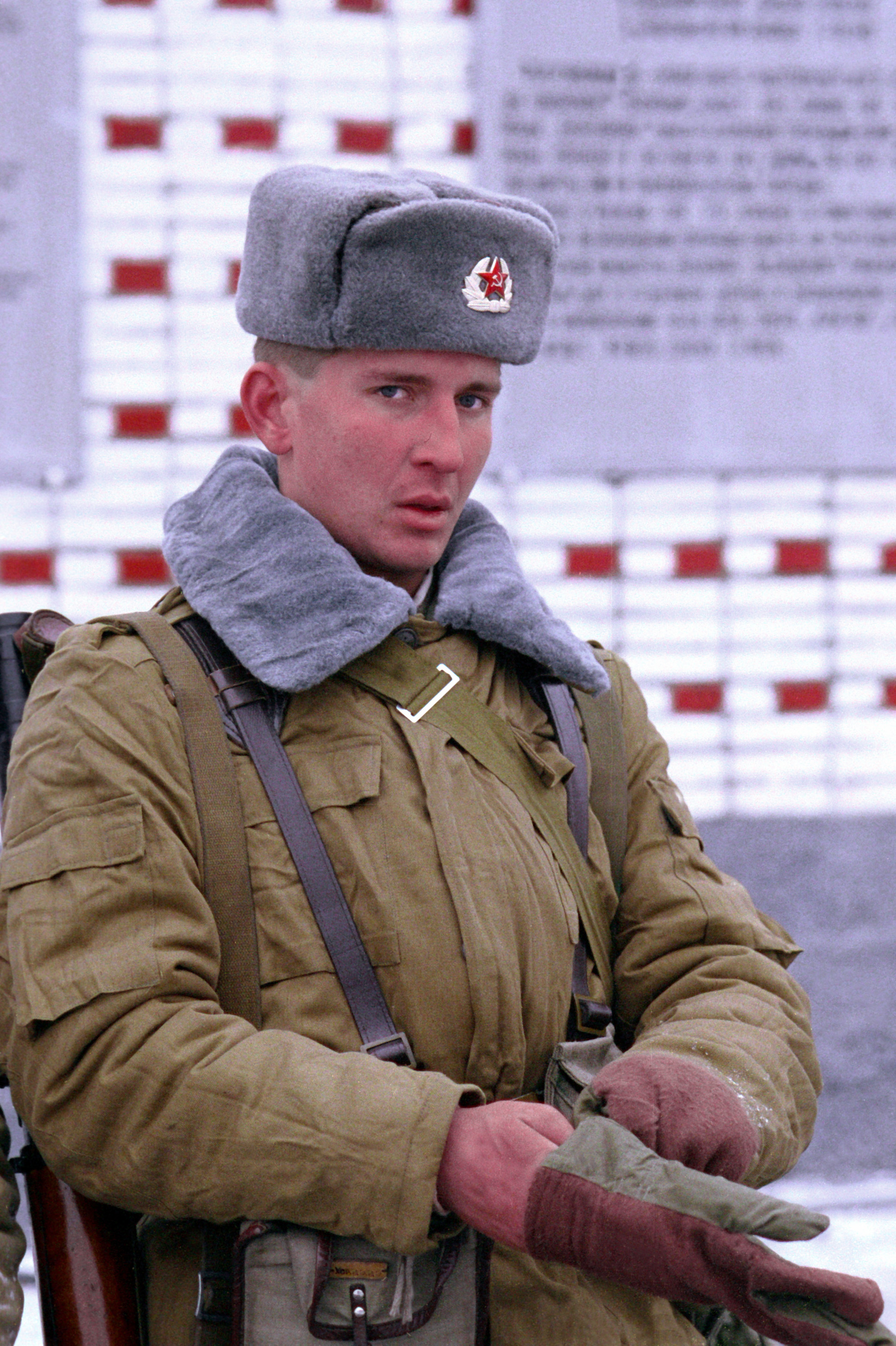
Voják Sovětské armády v ušance
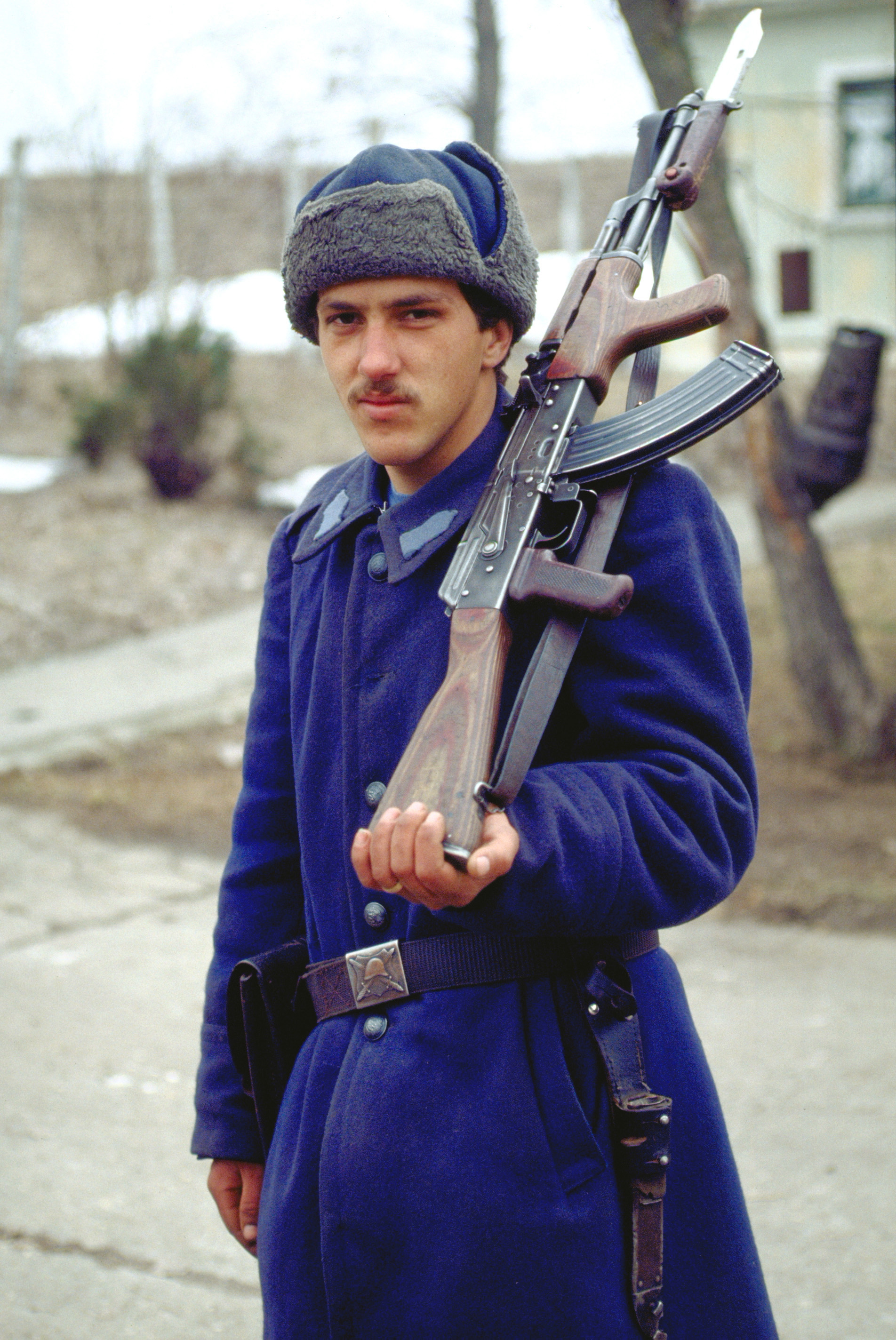
Voják Rumunské armády v ušance
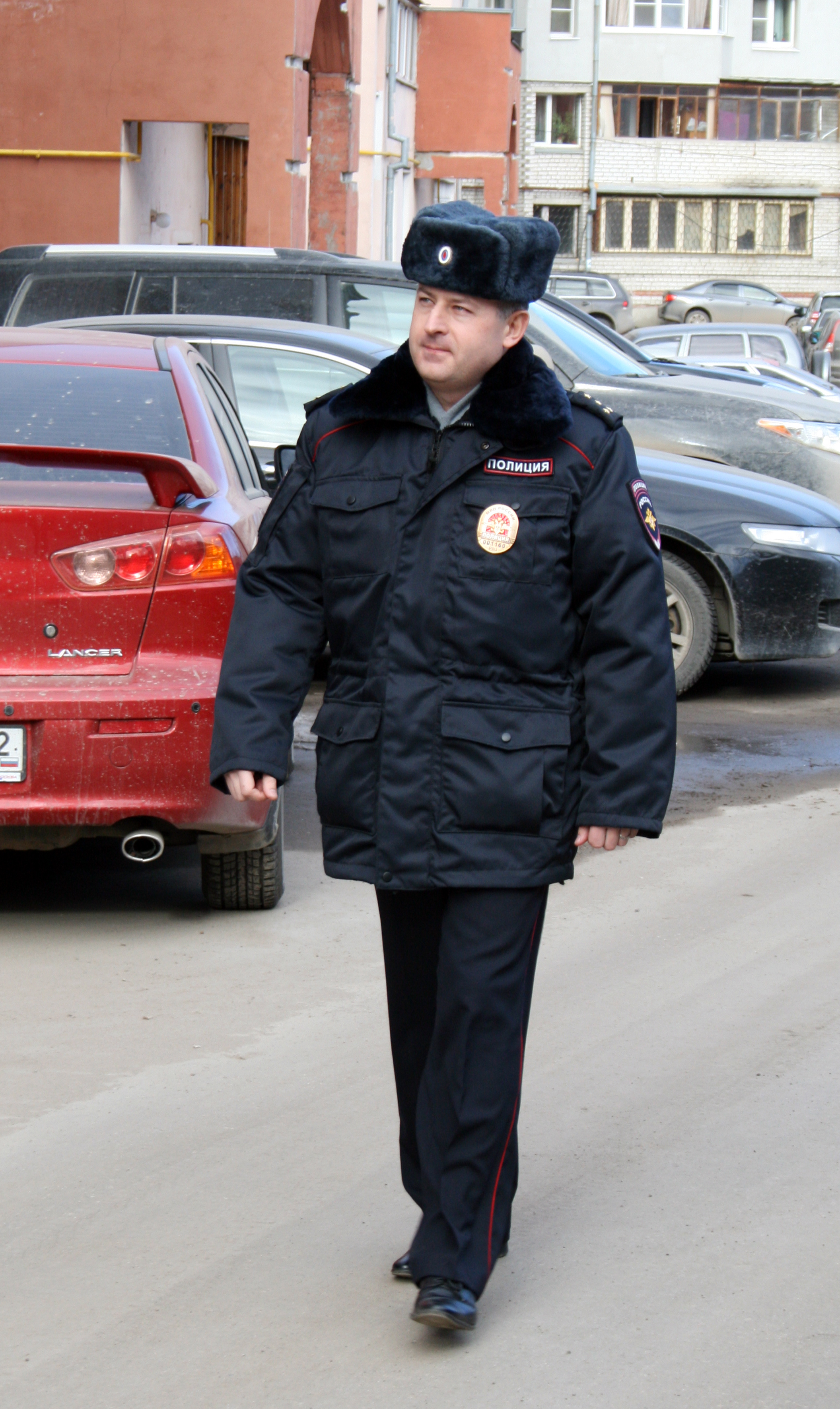
Ruský policista v ušance
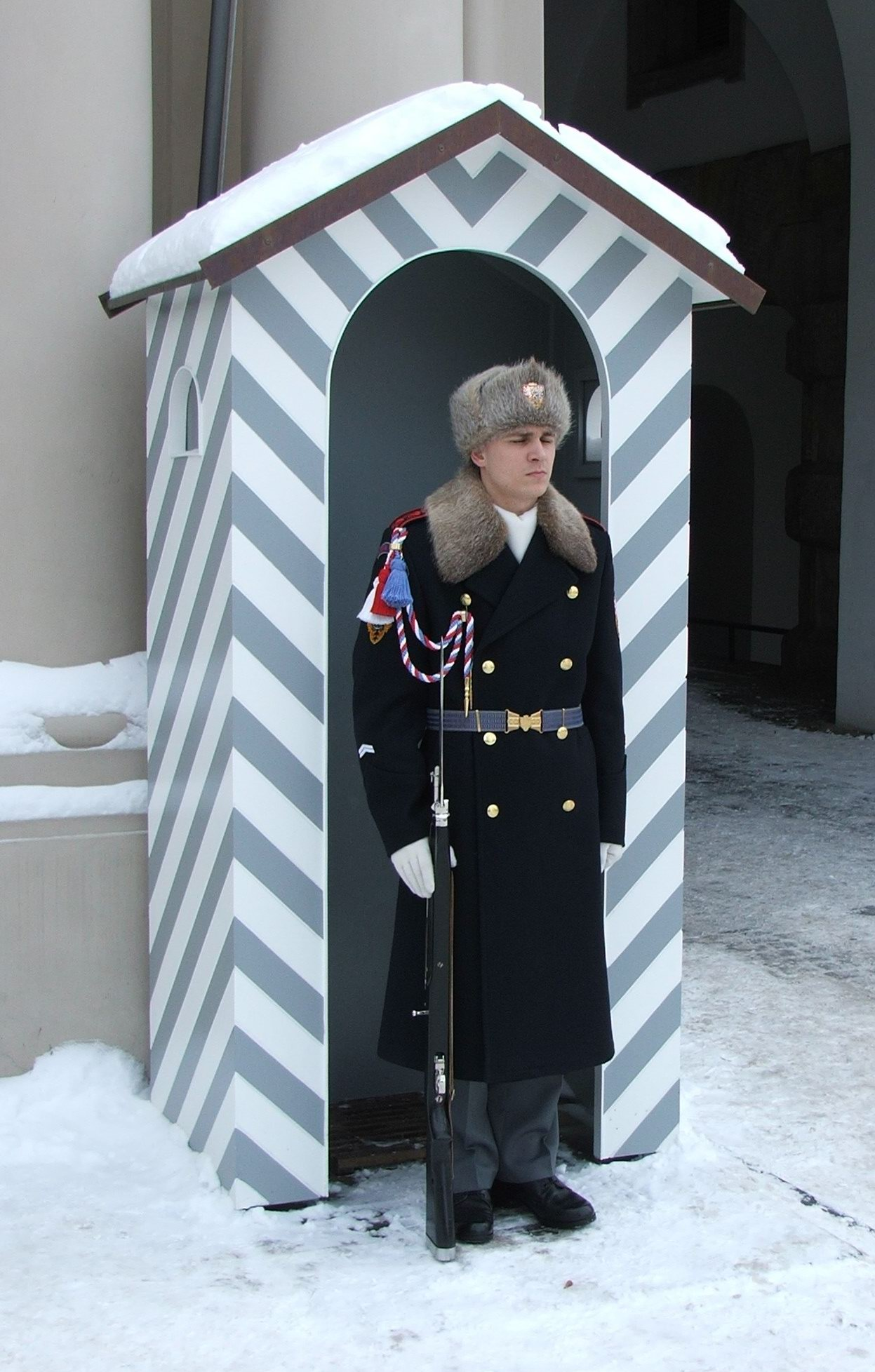
Voják české Hradní stráže v ušance